# Mike Bishop (Politiker)

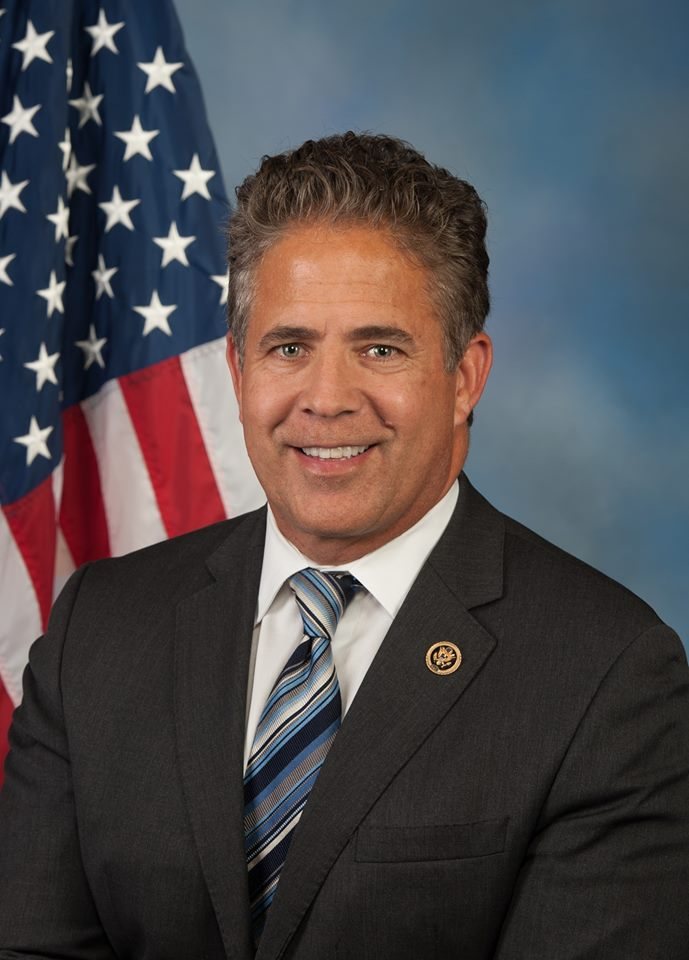
Mike Bishop (2016)

Michael Dean „Mike“ Bishop (* 18. März 1967 in Almont, Lapeer County, Michigan) ist ein amerikanischer Politiker der Republikanischen Partei. Von 2015 bis 2019 vertrat er den Südosten des Bundesstaats Michigan im Repräsentantenhaus der Vereinigten Staaten.

## Familie, Ausbildung und Beruf
Mike Bishop ist der Sohn eines Staatssenators Michigans, Donald Bishop, der ein ähnliches Gebiet in der State Legislature vertrat wie später sein Sohn. Dieser besuchte die Rochester Adams High School und studierte bis 1989 an der University of Michigan in Ann Arbor, die er mit dem Bachelorgrad in Geschichte verließ. Das anschließende Jurastudium am Detroit College of Law schloss Bishop 1992 mit dem Juris Doctor ab. Im selben Jahr studierte er internationales Wirtschaftsrecht an der Cambridge University.
Seit seiner Zulassung 1993 arbeitete Bishop als Rechtsanwalt. Außerdem war er als Börsenmakler tätig; 1994 erhielt er ein Immobilienmakler-Zertifikat am Curry Management Institute in Rochester Hills. 1995 kandidierte er ohne Erfolg für das Board of Regents der University of Michigan. Ab 2011 war er Dozent an der Law School der Western Michigan University, ab 2013 Hauptrechtsberater der International Bancard Corporation.
Mit seiner Frau Christina hat er drei Kinder und lebt in Rochester Hills.

## Politische Laufbahn
Von 1999 bis 2002 gehörte Bishop dem Repräsentantenhaus von Michigan an; zwischen 2003 und 2010 saß er im Staatssenat und war dort ab 2007 Fraktionsvorsitzender der Republikaner. Er wurde als Fürsprecher der Wirtschaft und des konservativen Flügels seiner Partei bekannt. Gegenüber der damaligen Gouverneurin Jennifer Granholm von den Demokraten agierte Bishop mit Auseinandersetzungen, war aber auch zu Kompromissen bereit. Im Jahr 2010 konnte er wegen Mandatszeitbegrenzung nicht wieder für den Staatssenat antreten und bewarb sich erfolglos um die Nominierung seiner Partei als Attorney General seines Staates. Anschließend arbeitete er für die internationale Großkanzlei Clark Hill. Zwei Jahre später scheiterte seine Kandidatur für das Amt des Bezirksstaatsanwalts im Oakland County und arbeitete danach für International Blancard.
Bei der Wahl 2014 wurde Bishop im achten Kongresswahlbezirk Michigans in das US-Repräsentantenhaus in Washington, D.C. gewählt, wo er am 3.&Januar 2015 die Nachfolge von Mike J. Rogers antrat, der nicht mehr kandidiert hatte. Er besiegte den Demokraten Eric Schertzing mit 55 zu 42 Prozent der Stimmen. Der Wahlbezirk im Südosten Michigans schließt die Hauptstadt des Bundesstaates Lansing ein. Bishop saß im Committee on Ways and Means, das für die Steuergesetzgebung zuständig ist. Seine Zustimmung für die Steuerreform der Republikaner 2017 und die Initiierung eines Hilfsfonds für Opfer einer Meningitis-Infektionswelle 2012 sieht er als Erfolge, ebenso wie konkrete Hilfestellungen für Bürger seines Wahlkreises, insbesondere Veteranen, Senionren und Unternehmen. Er war beim Kongress-Baseball-Attentat von 2017 anwesend, wurde aber nicht verletzt.
Bei der Wahl 2018 galt Bishop als gefährdet. Gegen ihn trat für die Demokraten die frühere Nachrichtendienstmitarbeiterin Elissa Slotkin an. Ende September 2018 entschied die Wahlkampforganisation der Republikaner im Repräsentantenhaus, die gebuchten Wahlwerbespots für Bishop zu stornieren. Bishop hatte die letzte Wahl 2016 mit 17 Prozentpunkten Vorsprung gewonnen, bei den Präsidentschaftswahlen 2012 und 2016 hatten die Republikaner Mitt Romney und Donald Trump den Bezirk jeweils für sich entschieden. Slotkin nahm mehr Wahlkampfspenden ein als Bishop und zeigte sich im Wahlkampf als moderate Zentristin. Er unterlag Slotkin mit 47 zu 51 Prozent und schied am 3. Januar 2019 aus dem Kongress aus.

## Positionen
Bishop geht in seiner politischen Arbeit von seiner Erfahrung in der privaten Finanzwirtschaft aus und setzt sich für die Schaffung von Arbeitsplätzen durch Steuersenkungen und Abbau von Regulierungen ein. Zusammen mit einigen Demokraten Michigans wehrte er die von Präsident Trump vorgeschlagenen Kürzungen beim Umweltfonds für die Großen Seen ab und kritisierte die Zollpolitik Trumps, die zu Handelskriegen führte. Er tritt für konservative Anliegen wie ein striktes Verbot von Schwangerschaftsabbruch (Pro-Life) und eine restriktive Einwanderungspolitik ein. Auf seiner Facebook-Seite zitiert Bishop die Three Percenters, eine umstrittene Gruppierung, die das Recht zum Waffentragen unter Rekurs auf die Amerikanische Revolution militant vertritt.